# Colaphoptera
Colaphoptera (лат.) — подрод травяных листоедов подсемейства хризомелин, семейства листоедов.

## Биология
Питаются растениями семейств сложноцветные, зонтичные и губоцветные. У европейских представителей подрода встречается яйцеживорождение.

## Систематика
В состав подрода включают следующие виды:
- Chrysomela abchasica (Weise, 1892)
- Chrysomela adzharica Lopatin, 1988
- Chrysomela apsilaena Silfverberg, 1977
- Chrysomela biharica (Breit, 1919)
- Chrysomela blanchei (Fairmaire, 1865)
- Chrysomela caspica (Weise, 1892)
- Chrysomela crassicollis (Suffrian, 1851)
- Chrysomela differens (Franz, 1952)
- Chrysomela globosa (Panzer, 1805)
- Chrysomela hemisphaerica (Germar, 1817)
- Chrysomela lapidaria Bechyné, 1950
- Chrysomela marcasitica (Germar, 1824)
- Chrysomela planicollis (Breit, 1919)
- Chrysomela pliginskii (Reitter, 1913)
- Chrysomela porphyrea (Faldermann, 1837)
- Chrysomela rosti (Weise, 1892)
- Chrysomela rufa (Duftschmid, 1825)
- Chrysomela umbratilis (Weise, 1887)

## Распространение
Представители подрода встречаются в Европе, Египте, Турции, Кипре, Сирии, Палестине и Кавказе.